# 팻 돕슨
패트릭 에드워드 돕슨 주니어(영어: Patrick Edward Dobson, Jr., 1942년 2월 12일~2006년 11월 22일)는 미국의 프로 야구 선수이자 코치이다. 메이저 리그 베이스볼(MLB)의 디트로이트 타이거스(1967년~1969년), 샌디에이고 파드리스(1970년), 볼티모어 오리올스(1971년~1972년), 애틀랜타 브레이브스(1973년), 뉴욕 양키스(1973년~1975년), 클리블랜드 인디언스(1976년~1977년)에 몸담으며 우완 선발투수로 활약했다. 1971년 시즌에 20승 이상 거둔 볼티모어 오리올스 투수진 중에 한 명이었다.

## 선수 경력
돕슨은 1959년에 디트로이트 타이거스와 계약을 맺었다. 이후 1960년부터 7년간 마이너 리그와 윈터 리그에서 구원 투수와 선발투수로 뛰었고, 1967년에 트리플 A 팀인 털리도 머드헨스에서 6차례 선발로 나서 4승 1패, 1.47의 평균자책점을 기록한 후 메이저 리그로 승격되었다. 그리고 그해부터 1969년까지 2년 반 동안 불펜과 선발 보직을 모두 소화했고, 소속팀이 세인트루이스 카디널스와 맞대결한 1968년 월드 시리즈에도 출전해 3경기 4+2⁄3이닝을 소화했다. 하지만 미키 롤리치, 데니 매클레인, 얼 윌슨, 조 스파르마로 이루어진 디트로이트의 선발진에서 자리를 잡지 못한 돕슨은 1969년 12월 4일에 데이브 캠벨과 함께 샌디에이고 파드리스로 트레이드되었고, 반대 급부로 조 니크로가 디트로이트로 넘어갔다. 1970년에 돕슨은 40경기(34선발)에 출전해 251이닝 동안 14승 15패, 185탈삼진, 3.76의 평균자책점을 기록하며 내셔널 리그 서부 지구에서 꼴찌를 면치 못한 샌디에이고의 선발 로테이션에서 에이스의 몫을 해냈으나, 그해 12월 1일에 샌디에이고의 돕슨, 톰 듀크스와 볼티모어 오리올스의 엔조 에르난데스, 톰 피버스, 프레드 빈, 앨 세버린슨을 맞바꾸는 트레이드가 이루어졌다.
1971년, 돕슨은 9경기 연속 완투를 포함해 12연승을 내달렸으며, 23이닝 연속 무실점을 기록하기도 했다. 같은 해 9월 24일 클리블랜드 인디언스와의 원정 경기에서는 점수 7–0으로 완봉승을 기록하며 시즌 20승 고지를 밟았다. 이해 정규 시즌 최종 성적은 38경기(37선발)에 출전해 282+1⁄3이닝 동안 20승 8패, 187탈삼진, 평균자책점 2.90을 기록했으며, 소속팀 볼티모어는 돕슨을 비롯해 데이브 맥널리(21승 5패), 마이크 쿠엘라(20승 9패), 짐 파머(20승 9패) 등 ‘빅 포’(Big Four)라고 불린 네 명의 20승 투수를 보유한 팀이 되었다. 이해 볼티모어는 정규 시즌에서 101승을 기록했고, 메이저 리그 역사상 네 명의 20승 투수를 보유한 팀은 1920년의 시카고 화이트삭스 이후 처음이자 유일한 기록이었다. 1971년 11월 2일, 돕슨은 일본 도쿄에서 치러진 요미우리 자이언츠전에서 2–0 노히트 노런을 기록했는데, 이는 미국과 일본 프로팀 사이에 치러진 시범 경기에서 달성된 최초의 노히터 경기였다. 1972년, 돕슨은 올스타에 선정되었으며, 시즌 성적은 38경기(36선발)에 출전해 268+1⁄3이닝 동안 16승 18패, 161탈삼진, 2.65의 평균자책점을 나타냈다. 평균자책점은 20승을 거둔 전년도에 비해 낮아졌으나, 뉴욕 양키스의 투수 멜 스토틀마이어와 함께 아메리칸 리그 최다패 투수라는 불명예를 떠안게 되었다.
장타력을 갖춘 포수를 원했던 볼티모어 오리올스 구단은 윈터 미팅 마지막 날이었던 1972년 12월 1일에 데이비 존슨, 조니 오츠, 로릭 해리슨을 애틀랜타 브레이브스로 보내고 얼 윌리엄스, 테일러 덩컨을 데려오는 트레이드를 단행했다. 1973년 시즌에 유니폼을 애틀란타로 갈아 입은 돕슨은 3승 7패, 평균자책점 4.99의 저조한 성적을 기록한 뒤 그해 6월 7일에 뉴욕 양키스로 트레이드되었고, 반대 급부로 4명의 마이너 리그 선수가 애틀랜타로 이적했다. 그해 남은 시즌 동안 돕슨은 양키스에서 9승 8패, 평균자책점 4.17을 기록하며 선전했다. 1974년에는 시즌 초반 부진하며 6승 11패에 머물렀으나, 시즌 후반기에는 양키스 투수진의 중심 역할을 하며 39경기에서 281이닝 동안 19승 15패, 157탈삼진, 평균자책점 3.07로 양키스 투수진 가운데 가장 좋은 성적으로 시즌을 마무리했다. 1975년에는 11승 14패, 평균자책점 4.07로 상대적으로 부진했고, 이해 시즌이 끝나고 클리블랜드 인디언스로 트레이드되었다. 새로운 소속팀에서 뛴 1975년에는 35경기에 출전해 33경기(30선발)에서 207+2⁄3이닝 동안 16승 12패, 129탈삼진, 3.48의 평균자책점을 기록했다. 이듬해인 1977년에는 33경기(17선발)에 출전해 133+1⁄3이닝 동안 3승 12패, 81탈삼진, 평균자책점 6.16의 부진한 시즌을 보냈고, 1978년 4월 14일에 클리블랜드 인디언스에서 방출되었다.

## 이후의 삶
돕슨은 선수로서 은퇴한 뒤에 밀워키 브루어스, 샌디에이고 파드리스, 캔자스시티 로열스, 볼티모어 오리올스에서 투수 코치를 역임했다. 1989년부터 1990년까지 2년 동안은 시니어 프로페셔널 베이스볼 어소시에이션의 참가팀 포트마이어스 선삭스의 감독을 맡아 첫해 37승 35패로 팀을 포스트시즌에 진출시켰으며, 두 번째 시즌에는 리그가 운영을 멈춘 1990년 12월 26일까지 11승 14패를 기록했다. 1997년에는 샌프란시스코 자이언츠 구단에 합류해 어드밴스 스카우트이자 브라이언 사빈 단장 보좌역으로 일했다.
2006년, 돕슨은 백혈병으로 진단 받은 지 하루만에 캘리포니아주 샌디에고에서 64세의 나이로 사망했다.